# Хошутське ханство
Хошутське ханство (1637—1717 роки) — держава на території Тибету, яку утворило одне з ойратських племен — хошути — після розпаду племенної конфедерації Дербен-Ойрат. Протягом майже століття здійснювала фактичну владу в Тибеті, впливаючи навіть на діяльність інституту Далай-лами. З кінця XVII ст. відбувається послаблення ханство. Внаслідок поразки від Джунгарського ханства припинило своє існування.

## Історія

### Передумови
Плем'я хошутів становило частину конфедерації Дербен-Ойрат — чотирьох ойратських племен. З 1630-х років почалися тенденції перетворення Дербен-Ойрат на державу. Водночас війни з західними монголами сприяли дезорганізації плем'яної конфедерації. В результаті близько 1634 року відбувся розкол ойратського союзу. Хошути рушили на південний схід.
Водночас у Тибеті точилася боротьба між феодальними державами. Погіршувало ситуацію протистояння різних сект тибетського буддизму. До 1620 року держава Цанґпа (володіла західним і центральним Тибетом), яка протистояла секті Гелуг, уклала союз з Цогто-тайджі з Халхи (центральна Монголія), який підтримував секту Каґ'ю. Водночас Пунцок Намчжал, володар держави Цанґпа, що був прихильником «чорнокапелюшної» секти Кармапа, захопив Лхаси, звідки вигнав секту Гелупа. Проти Пунцок Намчжала виступили південномонгольські загони, прихильники Гелупи. 1621 року було укладено тимчасове перемир'я.

### Становлення
1632 року Цогто-тайджі (прихильник «червонокапелюшньої» секти Каґ'ю) захопив області навколо озера Кукнор. В 1637 році Далай-лама V і Панчен-лама IV спорядили послів до тайджі хошутів по допомогу. Військо очолив Гюші-хан, яке того ж року в битві біля озера Кукунор завдало нищівної поразки Цогто-тайджі. В результаті область навколо Куконора стала основним місцем розташування хошутів. За цим були підкорені тангути та область Амдо. У 1638 році Гюші-хан здійснив прощу до Далай-лами V, який надав хошутському тайджі титул «Данзін-Чог'ял» («Володар законів і опора релігії»).
Протягом 1638—1641 років хошутські війська завдали поразки загонам супротивників Далай-лами V — «червонокапелюшній» Каґю і їхніх союзників з числа тибетських феодалів. 1639 року було підкорено область Кхам (Східний Тибет), де був володарем Доньод-Дордже, що переслідував буддистів. 1640 році його було схоплено і страчено. Після цього захоплено усі держави Бері. За цим хошути виступили до Цанґпо (Центральний ТИбет). Спротив тривав до 1642 року, коли було захоплено столицю супротивника — Шигацзе. В результаті потуга школу Каг'ю була знищена.
Після цього Гюші-хан встановив свою владу над усіма районами Тибету і зайняв «високий трон тибетських імператорів». Втім, побоюючись виступу тибетців проти чужоземних правителів, він в 1642 році передав верховну владу над усім Тибетом Далай-ламі V. Натомість володар хошутів і його нащадки були проголошені спадковими правителями Тибету зі збереженням ними свого контролю над землями в Кукунор. Таким чином, Хошутське ханство встановило фактичну владу над Тибетом. Разом з тим відбулося об'єднання Тибету в єдину державу, що сталося після 1370 року.

### Розвиток
Невдовзі після встановлення влади в Тибеті до хошутів прибуло посольство від держави Цін, яке на той час захопило Внутрішню Монголію із запрошення Далай-ламі V і Гюші-ханові прибути до своєї столиці Мукден, що фактично означало визнання зверхності Цін. Хошути не відповіли на нього. Після захоплення маньчжурами Північного Китаю у 1645 році Лалай-дама V отримав нове запрошення, на яке відгукнувся. Далай-лама V прибув до Китаю в 1652 році, і навесні 1653 року відбув на батьківщину. Імперія Цин визнала особливі відносини Тибету з Халхою, Джунгарією і Хошутськимм ханством.
Своєю чергою Хошутське ханство було налаштовано проти загарбницької політики Цін, які спрямувала свої зусилля до Халхи. Тому хошути впливали на Далай-ламу V щодо збереження лише дипломатичних контактів Тибету з Китаєм. У 1660 році сини Гюші-хана — Даян Очір-хан і Даші-Батур — розділили батьківські володіння: на Тибет і Кукнорське (Хошутське) ханство відповідно.
У 1673 році хошути підтримали повстання в південному Китаї на чолі з ваном У Саньгуєм. Своєю чергою під тиском хошутського хана Далай-лама V відмовив у військовій допомозі імператору Кансі начебто через поганий клімат, що шкодить тибетцям. Завдяки цьому цінські війська були відволічені на придушення повстання до 1681 року.
Водночас поступово протягом 1670х років відбувається послаблення ханства. Це відобразилося у повстаннях на околицях Тибету, але їх було придушено тибетсько-хошутськими загонами. Натомість посилюється влада далай-лами, який уже сам став призначати вищих чиновників, проводив самостійну зовнішню політику, маючи відносини з Непалом, Бутаном, Китаєм, Джунгарією, Яркендом і Кашгаром. З кінця 1670-х років  влада далай-лами майже дорівнювалася владі хана. Ще більше послабило Хошутське ханство занедбаність справами в часи правління Далай-хана і Ванґчук-хана. Разом з тим хошути сприяли далай-ламі у війнах з Ладакхом і Бутаном. 1681 року у Ладакха було захоплено області Гуг'є, Буранг і Рутог.
Нову загрозу стало являти Джунгарське ханство, яке розширило на той час свою владу на Кашгарію і Яркенд. Частина тибетської знаті й ламаїстського духівництва стало шукати підтримки джунгарів, оскільки хошутські хани все більше стали втручатися у справи Далай-лами. Разом з тим хошути втратили реальну владу в Лхасі, яка відійшла до регента.

### Занепад
Володар хошутів Лхавзан-хан вирішив відновити потугу. У 1705 році він напав на Лхасу зі схвалення свого союзника — імператора Кансі, щоб змістити Далай-ламу VI. В свою чергу цінський уряд вирішив скористатися цим конфліктом як приводом для втручання у справи Тибету. Водночас зростало невдоволення світським способом життя Далай-лами VI. В результати хошути повалили владу регента, а далай-лама в цей час помер при нез'ясованих обставин. Лхавзан-хан вирішив сам призначити нового далай-ламу — Єше Г'яцо, що викликало невдоволення тибетців.
У 1715 році цінський уряд підтримав Келсангу Г'яцо, який надалі став відомий як Далай-лама VII. Водночас у справи вирішив втрутитися джунгарський хан Цеван Рабдан. У 1717 році хошути зазнали нищівної поразки, а їх хан загинув. Тибет було підкорено джунгарами. У 1720 році цінське вйсько зайняло Тибет, але не відновило владу хошутів. В результаті ті на чолі із Лобсан-Дандзіном повстали, але 1724 року зазнали поразки. 1725 року Хошутське ханство було приєднано до імперії Цін.

## Державний устрій
На чолі стояв хан, якому належала політична, військова та судова влада. Водночас існував компроміс з далай-ламами, за яким духовна влада й номінальна зверхність над Тибетом належала саме їм. Разом з тим хан призначав свого представника — десріда (на кшталт прем'єр-міністра або регента).

## Господарство
Основу становило скотарство. Також значний зиск мало збирання данини й податків з торгівців й прочан, що рухалися з Тибету й до Тибету.

## Володарі
- Гюші-хан (1642—1655)
- Даян Очір-хан (1655—1668)
- Даші-Батур (1668—1671)
- Далай-хан (1671—1701)
- Ванґчук-хан (1701—1703)
- Лхавзан-хан (1703—1717)
- Лобсан-Данцзін (1723—1724)